# Dany Bouchard
Dany Bouchard (* 19. September 1967 in La Tuque) ist ein ehemaliger kanadischer Skilangläufer.

## Werdegang
Bouchard lief bei den nordischen Skiweltmeisterschaften 1989 in Lahti auf den 55. Platz über 15 km Freistil und bei den nordischen Skiweltmeisterschaften 1991 im Val di Fiemme auf den 45. Platz 15 km Freistil und auf den 41. Rang 50 km Freistil. Bei den Olympischen Winterspielen 1992 in Albertville belegte er den 40. Platz in der Verfolgung, den 25. Rang über 10 km klassisch und zusammen mit Wayne Dustin, Yves Bilodeau und Darren Derochie den 11. Platz in der Staffel. In der Saison 1992/93 kam er bei den nordischen Skiweltmeisterschaften 1993 in Falun auf den 38. Platz in der Verfolgung, auf den 34. Rang über 30 km klassisch und holte mit dem 25. Platz über 10 km klassisch seine einzigen Weltcuppunkte. Zudem errang er dort den 14. Platz mit der Staffel. Seine beste Platzierung bei den Olympischen Winterspielen 1994 in Lillehammer war der 49. Platz über 10 km klassisch. In der Saison 1994/95 lief er bei den Nordischen Skiweltmeisterschaften 1995 in Thunder Bay auf den 64. Platz über 10 km klassisch, auf den 33. Rang über 30 km klassisch und auf den zehnten Platz mit der Staffel und holte zum Saisonende in Vernon seine einzige Siege im Continental-Cup.

## Siege bei Continental-Cup-Rennen
| Nr. | Datum         | Ort    | Disziplin       | Serie           |
| --- | ------------- | ------ | --------------- | --------------- |
| 1.  | 28. März 1995 | Vernon | 30 km klassisch | Continental-Cup |
| 2.  | 1. April 1995 | Vernon | 50 km Freistil  | Continental-Cup |

## Teilnahmen an Weltmeisterschaften und Olympischen Winterspielen

### Olympische Spiele
- 1992 Albertville: 11. Platz Staffel, 25. Platz 10 km klassisch, 40. Platz 15 km Verfolgung
- 1994 Lillehammer: 49. Platz 10 km klassisch, 50. Platz 30 km Freistil, 51. Platz 50 km klassisch, 52. Platz 15 km Verfolgung

### Nordische Skiweltmeisterschaften
- 1989 Lahti: 55. Platz 15 km Freistil
- 1991 Val di Fiemme: 41. Platz 50 km Freistil, 45. Platz 15 km Freistil
- 1993 Falun: 14. Platz Staffel, 25. Platz 10 km klassisch, 34. Platz 30 km klassisch, 38. Platz 15 km Verfolgung
- 1995 Thunder Bay: 10. Platz Staffel, 33. Platz 30 km klassisch, 64. Platz 10 km klassisch